# Unión de Comunistas Iraníes (Sardebaran)
Unión de Comunistas Iraníes (Sardebaran) (en persa: اتحادیه کمونیست‌های ایران‎) fue una organización maoísta de Irán. Se formó en 1976 después de la alianza de varios grupos maoístas que llevaban a cabo acciones militares dentro de Irán. El grupo preparó una insurrección a partir de 1981, pero fue desmantelado en 1982.
Aunque ha pasado por varios cambios ideológicos, ha mantenido un punto de vista maoísta generalizado que defiende que Irán no es una sociedad capitalista sino una sociedad “ semicolonial- semifeudal”. En 2001, se convirtió en el Partido Comunista de Irán (marxista-leninista-maoísta).